# Gobierno de José I
El gobierno de José I se mantuvo oficialmente entre el 7 de julio de 1808 y el 27 de junio de 1813, si bien únicamente tuvo mandato efectivo en aquellas zonas de España que reconocían como rey a José I Bonaparte, «el rey intruso» según los «patriotas» que no aceptaban las abdicaciones de Bayona y defendían los derechos de Fernando VII, cautivo en Valençay. El nombramiento de este gabinete tuvo lugar después de la aprobación de la conocida como Constitución de Bayona, que fue refrendada por el rey José I el 6 de julio de 1808. Su composición, en la que intervino Napoleón, no pudo ser más heterogénea, juntando a viejos enemigos como Mariano Luis de Urquijo y Pedro Cevallos Guerra

## Miembros
El gobierno nombrado por José I estuvo compuesto por los siguientes ministros:
- Mariano Luis de Urquijo, que desempeñó la Secretaría de Estado, que no debe confundirse con el Secretario de Estado (Antiguo Régimen) ya que se encargaba exclusivamente de refrendar todos los decretos y decisiones gubernamentales.[1][4]
- Pedro Cevallos Guerra, Negocios extranjeros, sustituido por Manuel Negrete de la Torre (Marqués de Campo Alange).
- Sebastián Piñuela Alonso, Gracia y Justicia, sustituido por Manuel Romero, que ostentaba también la cartera de Interior.
- Manuel Romero Echalecu, Interior, siendo sustituido en diciembre de 1809 por José Martínez Hervás (marqués de Almenara).
- Miguel José de Azanza (Duque de Santa Fe), Indias, que también asumió la cartera de Asuntos Eclesiásticos.
- Gonzalo O'Farrill Herrera, Guerra.
- José de Mazarredo Salazar, Marina.
- Francisco Cabarrús (Conde de Cabarrús), Hacienda, siendo sustituido a su muerte por Francisco Angulo.
- Pablo Arribas, Policía.